# Dashti Qala (huyện)
Dashti Qala là một huyện thuộc tỉnh Takhar, Afghanistan. Dân số thời điểm năm 1999 là -17 người.